# Calycomyza platyptera
Calycomyza platyptera este o specie de muște din genul Calycomyza, familia Agromyzidae. A fost descrisă pentru prima dată de Thomson în anul 1869. Conform Catalogue of Life specia Calycomyza platyptera nu are subspecii cunoscute.